# تيم هاينز
تيم هاينز (بالفرنسية: Tim Heinz)‏ (5 فبراير 1984 - ) هو لاعب كرة قدم لوكسمبورغي في مركز الدفاع. شارك مع منتخب لوكسمبورغ لكرة القدم. أما مع النوادي، فقد لعب مع نادي غريفينماتشر الرياضي ‏ وFC Etzella Ettelbruck ‏.

## وصلات خارجية
- تيم هاينز على موقع قاعدة بيانات كرة القدم.إي يو (الإنجليزية)
- تيم هاينز على موقع ناشيونال فوتبول تيمز (الإنجليزية)
- تيم هاينز على موقع Soccerway.com (الإنجليزية)